# Рабинович, Израиль Самойлович
Израиль Самойлович Рабинович (1917 — 2004) — советский учёный-индолог, тибетолог, составитель первого панджабско-русского словаря. Закончил ЛГУ, студентом был привлечён к написанию каталожных карточек для индо-тибетского кабинета Института востоковедения АН СССР. По окончании университета в 1940 году принят в аспирантуру по тибетскому языку, но через три месяца мобилизован в РККА. Служи в Среднеазиатском военном округе до 1949 года в звании капитана административной службы. В в 1958-75 сотрудник ИВ АН СССР. В 1975 году иммигрировал в США. Преподавал в Военном институте иностранных языков МО США. Вместе с активистом Американского еврейского комитета Дэвидом Гаррисом составил сборник советских еврейских анекдотов (1988).
Жена — Ирина Петровна Кудрявцева (в США Irina Rabinovich, 2 ноября 1919, Тамбов — 1 мая 2000, Эссекс), дочь писателя П. Слётова, переводчик с языков урду и панджаби, вела кружок юного журналиста (Литклуб) в Центральном доме пионеров.

## Основные работы
- Панджабско-русский словарь. И. С. Рабинович и И. Д. Серебряков. Москва 1961.
- Сорок веков индийской литературы. Очерк истории. — М.: Наука, 1969
- The jokes of oppression : the humor of Soviet Jews / David A. Harris, Izrail Rabinovich, eds. — Northvale, N.J. : J. Aronson, 1988